# Helegonatopus apicicornis
Helegonatopus apicicornis är en stekelart som först beskrevs av Timberlake 1922.  Helegonatopus apicicornis ingår i släktet Helegonatopus och familjen sköldlussteklar. Inga underarter finns listade i Catalogue of Life.